# Benedikt Aniánský
Benedikt Aniánský zvaný Druhý Benedikt, rozený jako Witiza, OSB (747? Hérault - 12. února 821 Cáchy) byl franský římskokatolický duchovní, člen benediktinského řádu a později zakladatel jedné z jeho reformních odnoží, který zanechal v náboženské praxi otisk karolínské říše. Římskokatolickou církví je uctíván jako světec a jeho liturgická památka je slavena 12. února.

## Život
Pocházel z vizigótské šlechtické rodiny z jihu Franské říše. Vzdělání a vychování získal na dvoře franského krále Pipina Krátkého. Roku 774 téměř utonul, když provázel franského krále do boje. Tuto událost pochopil jako výzvu ke změně života a požádal o přijetí do jednoho z burgundských benediktinských klášterů. Jako mnich žil velmi asketicky a pokorně, což jeho spolubratry inspirovalo ke snahám zvolit ho svým opatem. Benedikt takový úřad přijmout nechtěl a proto z kláštera odešel. S pomocí svých příbuzných založil klášter u řeky Aniane a s několika mnichy zde začal žít v duchu původní interpretace Řehole svatého Benedikta. Název řeky později přešel do pojmenování kláštera i do Benediktova přídomku. Roku 814 se stal opatem kláštera sv. Maura v Alsasku. Později v téže funkci přešel do Kornelimünsteru u Cách. S podporou císaře se snažil o reformu benediktinského mnišství. Zemřel v roce 821 a později byl svatořečen.

## Dílo
Benedikt Aniánský po sobě zanechal dva spisy. Tzv. Codex regularum, obsahující sepsaná řeholní pravidla, a Concordia regularum, ve kterém jsou zachyceny různé fragmenty pramenů řeholních pravidel v tematickém uspořádání. Druhý ze spisů obsahuje i anonymní text tzv. Mistrovy řehole (Regula magistri), která byla jedním z pramenů pro Řeholi svatého Benedikta.